# 市之関町
市之関町（いちのせきまち）は、群馬県前橋市の地名。旧宮城村時代は、住所で勢多郡宮城村大字市之関の次にくる地名。面積は3.1km2(2013年現在)。郵便番号は371-0245。
丁目はなく住所ののち○○○○と番号が振られる。

## 地理
赤城山南麓の緩傾斜地上に位置する。
東には、滝窪町、横沢町、西には柏倉町、堀越町、南には茂木町、北には柏倉町が隣接している。

## 歴史
標高320mのところから発見された市之関遺跡では縄文時代前期の住宅が調査されている。また町の南西に鉄滓が多く出土する地点があり、周辺に金背の製鉄用たたらがあったと考えられている。
この地名は江戸時代頃からある地名であり、はじめは大胡藩領だったが、天和2年に前橋藩領、明和6年に幕府領、その後、再び前橋藩領となる。

### 年表
- 1889年（明治22年）- 町村制が施行され、7ヶ村が合併し、群馬県勢多郡宮城村大字市之関となる。
- 1917年（昭和46年）- 赤城山の一部を編入する。
- 1993年（平成 5年）4月1日 - 町内を通っていた群馬県道大間々宮城子持線が国道353号に昇格し、町内に初めて国道が通る事となる。
- 2004年（平成16年）- 平成の大合併で宮城村は、大胡町、粕川村とともに前橋市に合併し、群馬県前橋市市之関町となる。
- 2017年（平成29年）5月12日 - 当町の全域が区域となっている、前橋・赤城地域がチッタスロー国際連盟に加盟する[6]。

## 世帯数と人口
2017年（平成29年）8月31日現在の世帯数と人口は以下の通りである。
| 町丁     | 世帯数  | 人口  |
| -------- | ------- | ----- |
| 市之関町 | 241世帯 | 664人 |

## 小・中学校の学区
市立小・中学校に通う場合、学区は以下の通りとなる。
| 番地 | 小学校             | 中学校             |
| ---- | ------------------ | ------------------ |
| 全域 | 前橋市立宮城小学校 | 前橋市立宮城中学校 |

## 教育
- 「赤城育心保育園」がある。

## 交通

### 鉄道
近隣の茂木町に上毛電気鉄道上毛線大胡駅があるが、町内には鉄道駅がない。

### バス
過去に3路線あったが、赤城タクシーが運行を行っているデマンドバス方式のふるさとバスがある。

### 道路
国道353号が町内の北部を東西に、群馬県道101号四ツ塚原之郷前橋線が町内の南部を東西に、群馬県道16号大胡赤城線が町内の南東端をかすめるように通過。

## 施設
- 住吉神社

## 文化財

### 前橋市指定史跡
- 市之関縄文前期遺跡
- 供養塚
- 小池文七郎の墓

### 前橋市指定文化財
重要文化財
- 宮城流算額
- 狂歌合わせの額
- 折句合わせの額

## 避難所
当町が避難対象区域となった場合、隣接する鼻毛石町にある前橋市立宮城中学校に避難する。